# Regionale Arbeitsstelle
Regionale Arbeitsstellen zur Förderung von Kindern und Jugendlichen aus Zuwandererfamilien und Regionale Arbeitsstellen für Bildung, Integration und Demokratie (RAA) sind auf Inklusion und Integration spezialisierte Agenturen im Bildungsbereich.
Ihr Zweck ist die Unterstützung und Weiterentwicklung der Schulen, Erziehungs- und Jugendhilfe-Institutionen der Länder von der frühen Kindheit bis zur beruflichen Bildung. RAA haben stets ein staatliches und ein privates Standbein, d. h., sie sind entweder der regionalen Schulverwaltung angegliedert und ergänzen ihr Handlungspektrum durch Public Private Partnership oder sie sind als gemeinnützige freie Träger organisiert und realisieren die Verzahnung mit der Verwaltung durch Lehrerabordnungen in die RAA.

## Name
Das Kürzel RAA steht je nach Bundesland und Kommune für „Regionale Arbeitsstellen zur Förderung von Kindern und Jugendlichen aus Zuwandererfamilien“ oder für „Regionale Arbeitsstellen für Bildung, Integration und Demokratie“. Auch Einrichtungen anderen Namens wie das ikubiz in Mannheim oder das Bildungsbüro Weinheim verstehen sich aus ihrer Geschichte und Zweckbindung heraus als RAA.

## Geschichte
Die ersten RAA wurden 1980 in Nordrhein-Westfalen unter dem Namen „Regionale Arbeitsstellen für Ausländerfragen“ gegründet, auf den das zweite „A“ im Kürzel RAA zurückgeht. Ihnen ging das Projekt Weinheim voraus, das mit Unterstützung der Firma Freudenberg 1979 als Prototyp und Modell für künftige regionale Agenturen entwickelt wurde. Ab 1991 wurde ein Netz von RAA in den neuen Bundesländern aufgebaut, das von Rostock bis Erfurt reichte und heute nach mehreren Verwaltungsumstellungen und ihnen folgenden Gründungen, Schließungen und Strukturwandeln in RAA und ihren Filialen vier Länder umfasst.

## Arbeitsschwerpunkte
Schwerpunkte der Arbeit der RAA sind die Herstellung von mehr Bildungsgerechtigkeit, d. h. Chancengleichheit für Kinder und Jugendliche mit und ohne Migrationshintergrund, und die Förderung einer demokratischen Kultur in Schule und Gesellschaft. Hierzu gehört unter anderem die Unterstützung der Sprachförderung mit Hilfe von Sprachpaten (wie beim Aachener Projekt smile) und das Handeln gegen Ressentiments (wie das Projekt perspektywa der RAA Mecklenburg-Vorpommern gegen Polenfeindlichkeit).
Die RAA werden von der öffentlichen Hand (Länder, Kommunen, Bund, EU) sowie durch Stiftungsprogramme finanziert und unterstützen ressort- und organisationsübergreifende Kooperationen auf allen Ebenen von Schule, Jugendhilfe, Soziales, Gesundheit, Kultur etc. Daher sind in den Teams der RAA selbst stets Lehrkräfte und Sozialpädagogen sowie weitere Experten zu finden.

## Verbreitung
Im Juni 2011 gibt es 48 RAA (unter verschiedenen Namen) in sieben Bundesländern: Baden-Württemberg, Nordrhein-Westfalen, Berlin, Brandenburg, Sachsen, Niedersachsen und Mecklenburg-Vorpommern. Einige RAA verfügen über weitere dezentrale Anlauforte und Niederlassungen wie Mobile Beratungsteams gegen Rechtsextremismus und Opferberatungsstellen.
Die kommunale Verortung in den Ländern ist ein Strukturmerkmal und Arbeitsprinzip der RAA. Zugleich sind die RAA bundesweit vernetzt, als Bundesarbeitsgemeinschaft eigenständiger Organisationen in jeweils regionaler Regie, die gemeinsame Ziele, Arbeits- und Organisationsformen teilen.

## Kooperationspartner
In den Ländern und Kommunen sind die jeweiligen Bildungs- bzw. Kultusministerien, Integrationsbeauftragten und Jugendämter zentrale Kooperationspartner der einzelnen RAA. Engster Entwicklungspartner des bundesweiten RAA-Netzwerks ist die Freudenberg Stiftung. Hinzu kommen die staatlichen und privaten Bildungseinrichtungen, Migrantenorganisationen, Elternverbände und Initiativen in den Kommunen, denen die RAA ihre Unterstützung und Beratung anbieten.